# توکان (سرده)
توکان (سرده)(نام علمی: Ramphastos) نام یک سرده از تیره توکان است.

## فهرست گونه‌ها

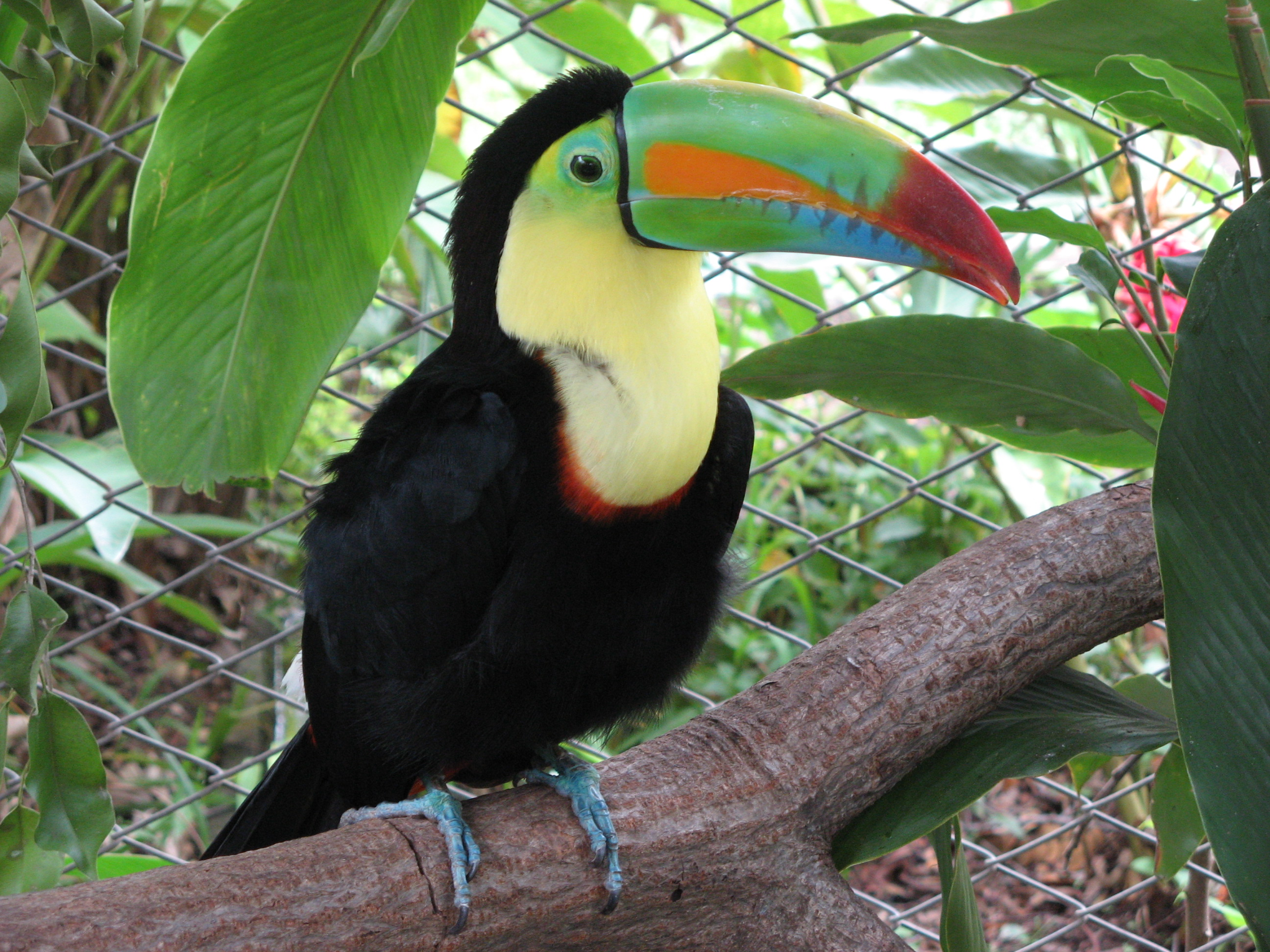
توکان سینه‌گوگردی, Ramphastos sulfuratus
- توکان چوکو, Ramphastos brevis
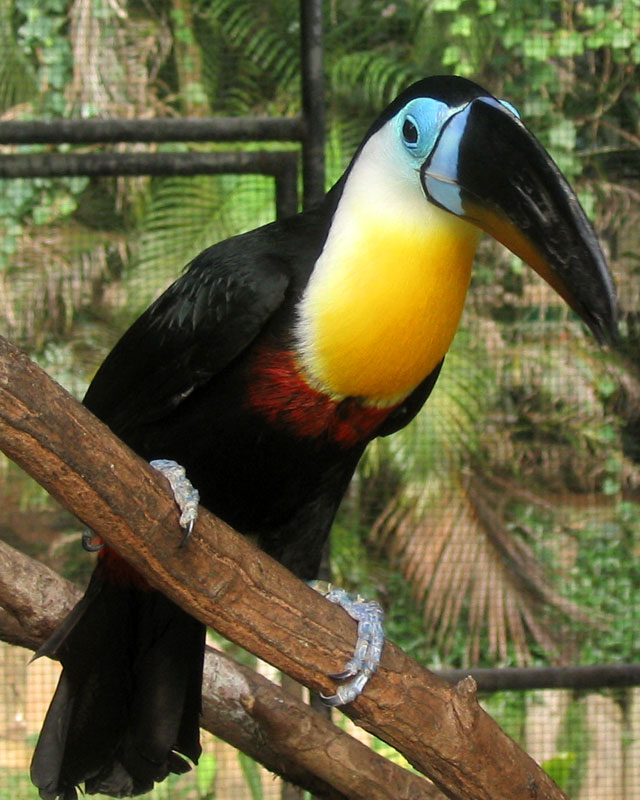
توکان منقارلوله‌ای, Ramphastos vitellinus - توکان منقارلوله‌ای, Ramphastos (vitellinus) citreolaemus. - توکان منقارلوله‌ای, Ramphastos (vitellinus) ariel - توکان منقارلوله‌ای, Ramphastos (vitellinus/ariel) culminatus
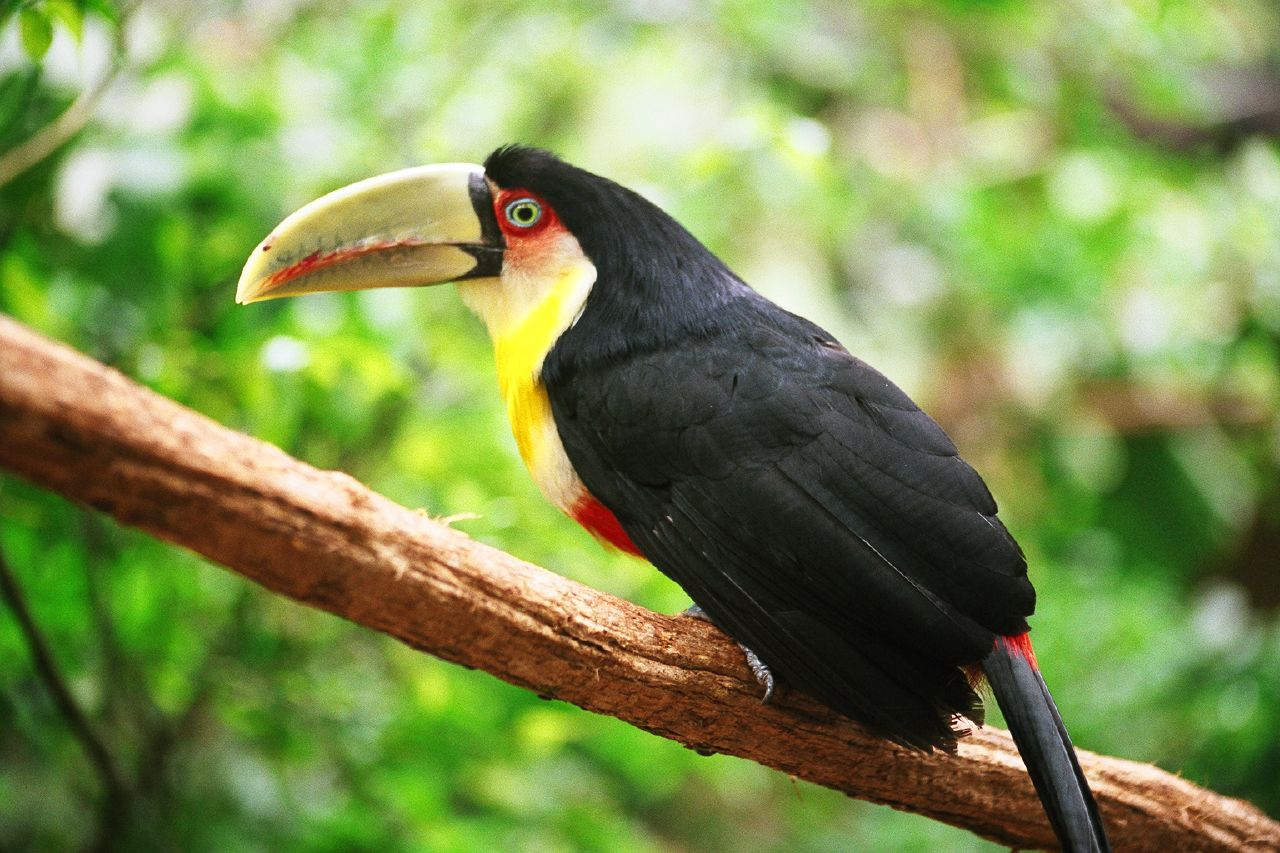
توکان سینه‌سرخ, Ramphastos dicolorus
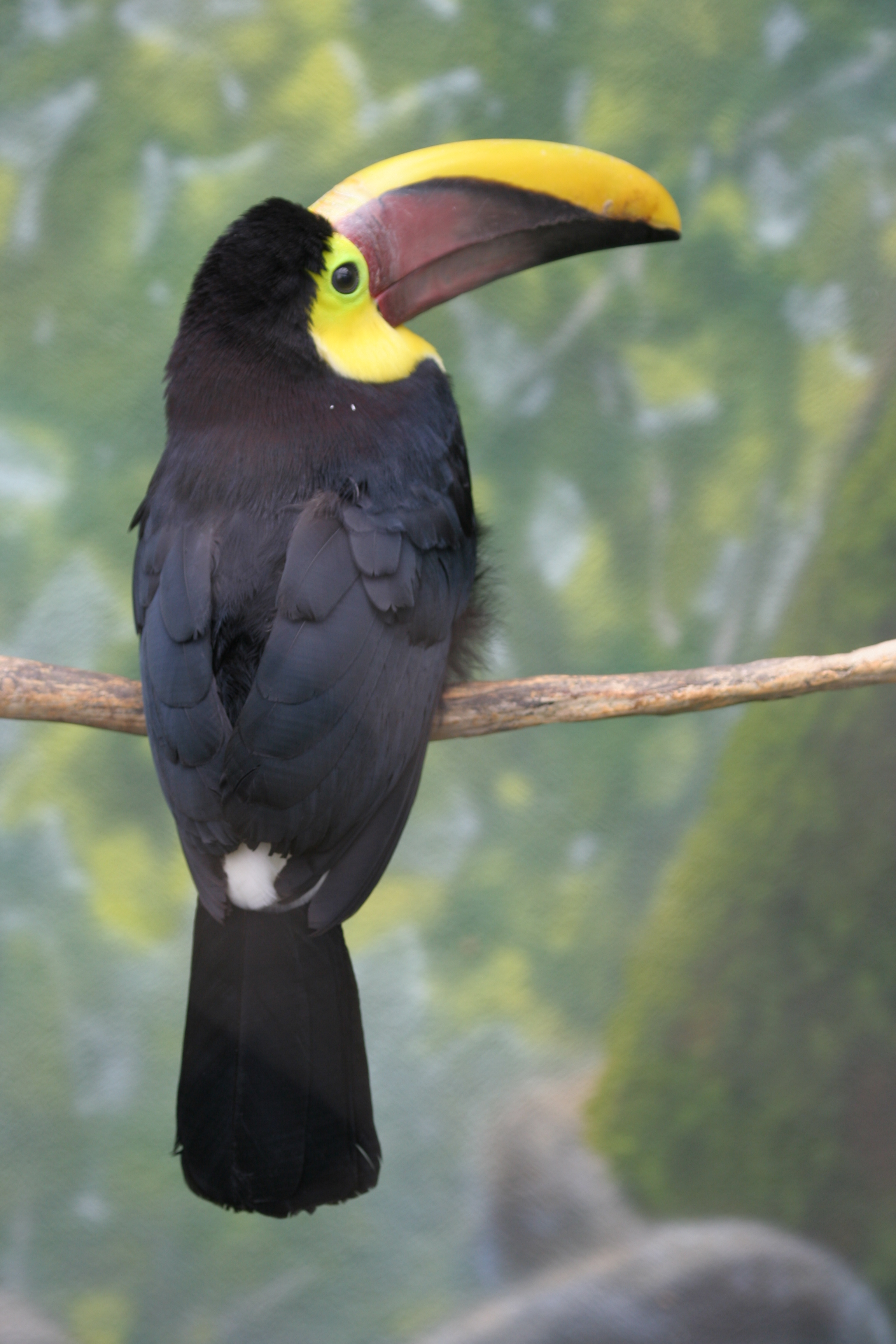
توکان زیرنوک‌سیاه, Ramphastos ambiguus - توکان زیرنوک‌بلوطی, Ramphastos (ambiguus) swainsonii
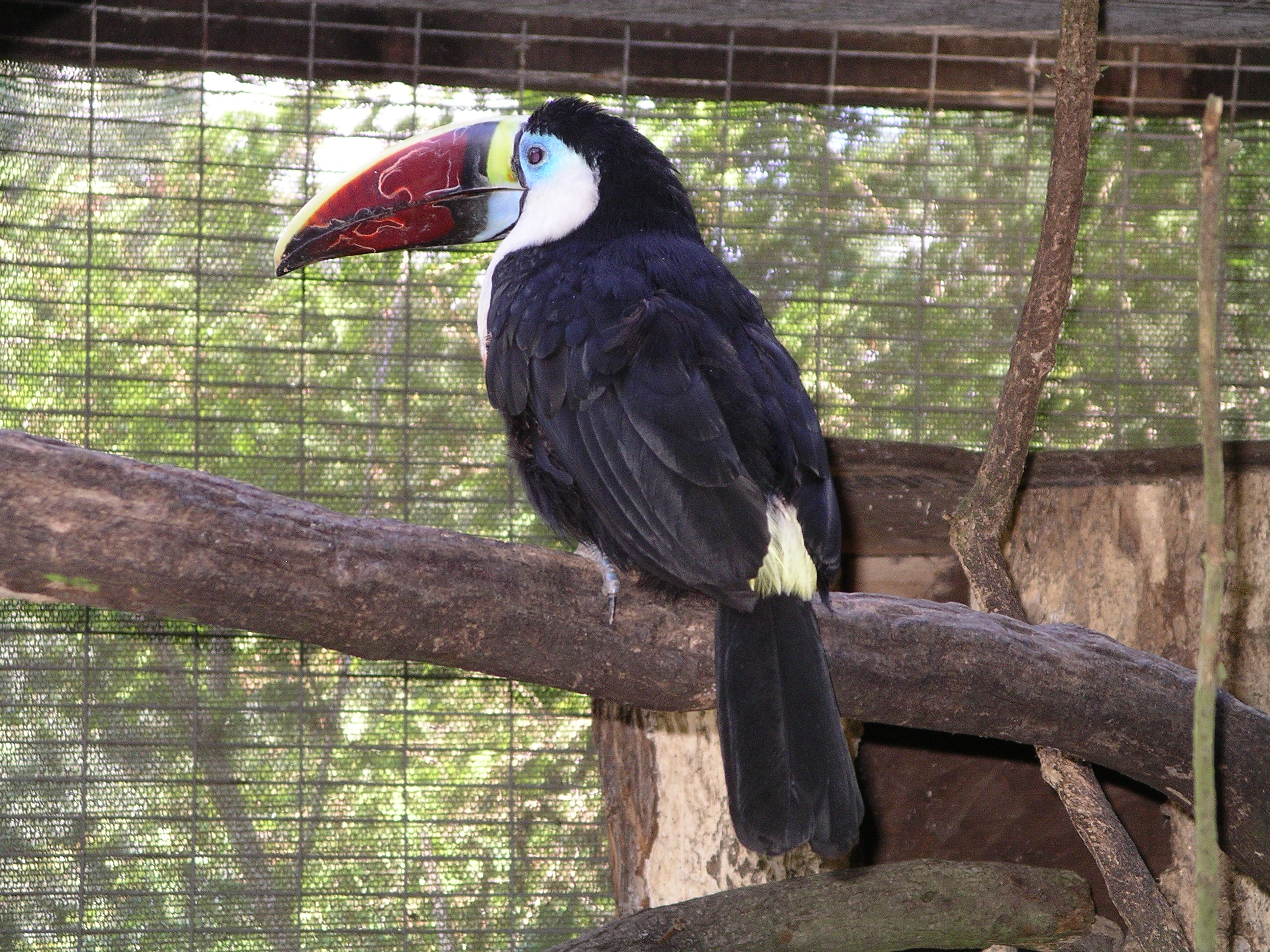
توکان گلوسفید, Ramphastos tucanus - توکان گلوسفید, Ramphastos (tucanus) tucanus - توکان گلوسفید, Ramphastos (tucanus) cuvieri
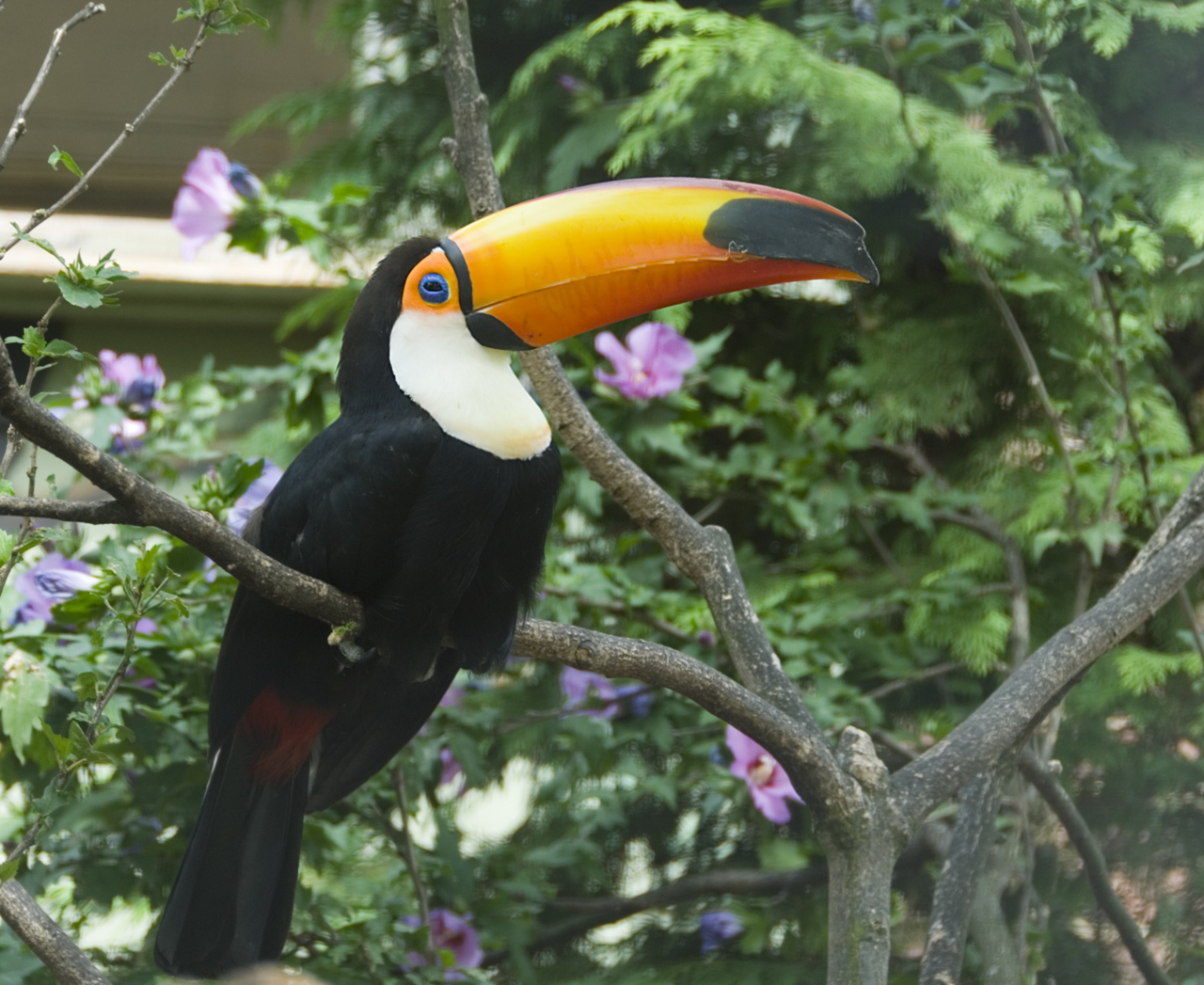
توکان توکو, Ramphastos toco

- توکان سینه‌گوگردی
Ramphastos sulfuratus
- توکان منقارلوله‌ای
Ramphastos v. vitellinus
- توکان سینه‌سرخ, Ramphastos dicolorus
- توکان زیرنوک‌بلوطی
Ramphastos swainsonii
- توکان گلوسفید, Ramphastos tucanus
- توکان توکو
Ramphastos toco